# Begraafplaats van Eeklo
De Begraafplaats van Eeklo is een gemeentelijke begraafplaats in de Belgische stad Eeklo. De begraafplaats ligt 900 m ten noordwesten van het stadscentrum langs de N9 (Molenstraat). Het oudste deel dateert van 1810 en heeft een oppervlakte van ongeveer 8700 m². In de jaren 20 van de twintigste eeuw werd ze uitgebreid met een nieuw gedeelte van meer dan 8000 m². Later volgden nog 2 uitbreidingen.
In 2004 werd de begraafplaats als monument beschermd. Vlakbij ligt de eveneens beschermde Heilige Grafkapel.

## Oorlogsgraven

### Belgische graven
Aan de muur rechts naast de toegang ligt een perk met de as van 27 politieke gevangenen uit de Tweede Wereldoorlog die stierven in de concentratiekampen. De namen van de 40 slachtoffers van deze kampen worden op een monument vermeld. 
Aan de muur links naast de toegang ligt een ereperk voor de Eeklose militairen die sneuvelden tijdens de Eerste Wereldoorlog en de oud-strijders die na de Tweede Wereldoorlog overleden.

### Britse graven
Op de begraafplaats liggen 15 Britse gesneuvelden uit de Tweede Wereldoorlog. Naast de 8 mannen die omkwamen tijdens de gevechten tegen het oprukkende Duitse leger in mei en juni 1940 liggen ook 7 leden van de Royal Air Force. Vier van hen waren de bemanningsleden van een B-25 Mitchell bommenwerper die werd neergeschoten boven het kanaal Kanaal Gent-Terneuzen op 22 januari 1943.
Deze graven worden onderhouden door de Commonwealth War Graves Commission en zijn daar geregistreerd als Eeklo Communal Cemetery.

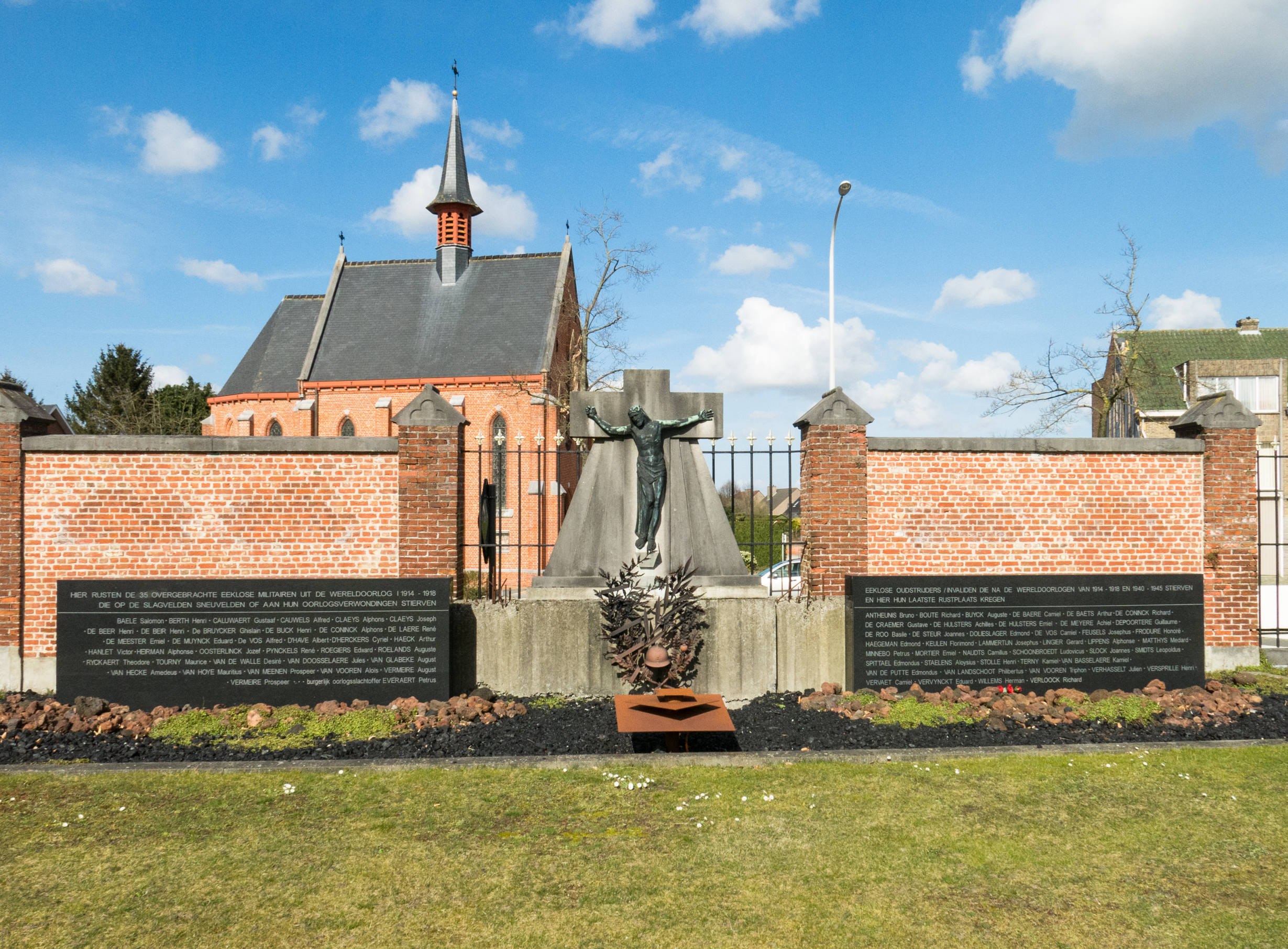
Erepark voor de Belgische militairen
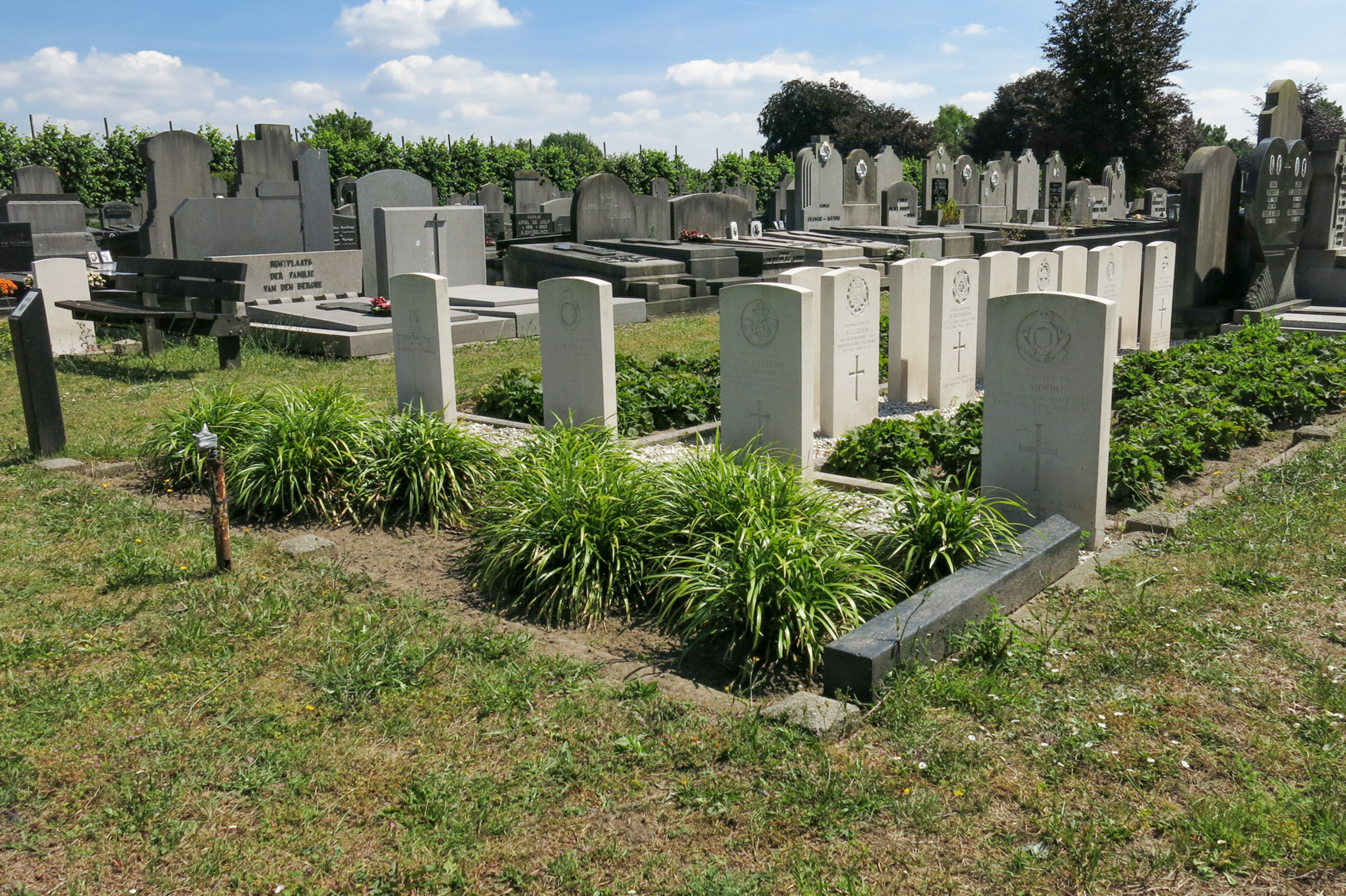
Britse graven